# Une journée de merde
Pour plus de détails, voir Fiche technique et Distribution.
Une journée de merde est un film français réalisé par Miguel Courtois et Zoé Husson, sorti en 1999.

## Synopsis
Marc Chanois, qui travaille dans un cabinet d'assurances parisien, décide de demander la main de sa petite amie, Sabine. Il s'apprête à signer le même jour un important contrat avec l'irascible M. Zucker, dont il attend impatiemment le coup de téléphone pour conclure l'affaire. Comme si les maladresses de sa secrétaire, une fuite d'eau dans son bureau et les dégâts causés à la voiture qu'il compte offrir à Sabine ne suffisaient déjà pas, voilà que débarque, après cinq ans d'absence, son ancienne fiancée, Martine, un véritable pot de colle… Dans l'immeuble où se trouve le cabinet habite également l'irrésistible Ingrid, dont est épris unilatéralement Bernard, pilier du bar d'en face, lourd et horrible jaloux qui les soupçonnant injustement de faire des avances à Ingrid arrangera le portrait de tous les hommes entrant dans l'immeuble...

## Fiche technique
- Titre : Une journée de merde
- Réalisation : Miguel Courtois
- Scénario : Jean-Claude Islert et Pierre Colin-Thibert
- Sociétés de production : Canal+, France 3 Cinéma et FIT Productions
- Sociétés de distribution : SND (France) et Argentina Video Home (Argentine)
- Ventes à l'étranger : President Films
- Musique : Roland Romanelli
- Photographie : Philippe Pavans de Ceccady
- Montage : Véronique Parnet
- Costumes : Valérie Adda
- Pays d'origine :  France
- Langue : français
- Format : couleur
- Genre : comédie
- Durée : 92 minutes
- Budget : 3,56 M€[1]
- Son : Dolby Digital
- Dates de sortie :
  - France : 3 mars 1999
  - Belgique : 9 juin 1999

## Distribution
- Richard Berry : Marc Chanois
- Anne Brochet : Martine
- Christian Charmetant : Francis
- Françoise Pinkwasser : Louise
- Teco Celio : le patron du café
- Philippe Magnan : M. Zucker
- Sophie Artur : la patronne du café
- Rémy Roubakha : le plombier
- Pierre Colin-Thibert : un homme en 4x4
- Jean-Claude Islert : un homme en 4x4
- Patrice Juiff : un habitué du bar
- Didier Cauchy : un pilier de bar
- Nicole Evans : la femme distinguée
- Edéa Darcque : Joséphine
- Bass Dhem : Félicien
- Laurent Vivier : un chauffeur de taxi
- Gilles de Maistre : le maître d'hôtel
- Damien Niveau : l'enfant de la nièce
- Patrick Courtois : un porteur du poisson
- Jean-Paul Courtois : un porteur du poisson
- Paul-André Tuffal : un conducteur
- Noëlle Musard : Mme Germain
- Guilaine Londez : Gisèle
- Bruno Slagmulder : Gilou
- Moonha : Sabine
- Gilbert Melki : Bernard
- Julie Debazac : Ingrid
- François Perrot : Devèze
- Jean-François Garreaud : le père de Sabine
- Firmine Richard : la mère de Sabine
- Françoise Bertin : Madame Pelletier
- Éric Prat : Monsieur Germain
- Nanou Garcia : la nièce
- Antonio Ferreira : Le costaud

## Accueil
- Box-office mondial : 134 439 entrées[2]
- Box-office France : 130 595 entrées
- Box-office Belgique : 3 658 entrées
- Box-office Luxembourg : 186 entrées